# Michel Piccoli
Michel Piccoli (sinh ngày 27 tháng 12 năm 1925 - mất ngày 12 tháng 5 năm 2020) là một diễn viên Pháp.

## Danh mục phim
- Destinées (1954)
- Ernst Thälmann (1955)
- La mort en ce jardin (1956)
- Les Sorcières de Salem (1957)
- Le Doulos (1962)
- Le Mépris (Contempt, 1963)
- Diary of a Chambermaid (1964)
- La Chance et l'Amour (1964)
- All About Loving (1964)
- Masquerade (1965)
- The Sleeping Car Murders (1965)
- Dom Juan ou le Festin de pierre (1965, TV)
- Is Paris Burning? (1966)
- The Game Is Over (1966)
- The War Is Over (1966)
- My Love, My Love (1967)
- Belle de jour (A Bela da Tarde, 1967)
- Les Demoiselles de Rochefort (1967)
- Shock Troops (1967)
- Benjamin (1968)
- Danger: Diabolik (1968)
- La Chamade (1968)
- Dillinger Is Dead (Dillinger è morto, 1969)
- La Voie lactée (1969)
- Topaz (1969)
- Les Choses de la vie (1970)
- Max et les ferrailleurs (1971)
- L'udienza (1971)
- Liza (1972)
- The Discreet Charm of the Bourgeoisie (Le charme discret de la bourgeoisie, 1972)
- Wedding in Blood (1973)
- La Grande Bouffe (The Grande Bouffe or Blow-Out, 1973)
- Themroc (1973)
- Don't Touch the White Woman! (1974)
- Le fantôme de la liberté (1974)
- Le Trio infernal (1974)
- Vincent, Paul, François, et les Autres (1974)
- Leonor (1975)
- Sept morts sur ordonnance (1975)
- La Dernière femme (1976)
- Mado (1976)
- F comme Fairbanks (1976)
- Des enfants gatés (1977)
- That Obscure Object of Desire (1977)
- The Accuser (film) (L'Imprécateur) (1977)
- Neapolitan Mystery (1978)
- Atlantic City (1980)
- A Leap in the Dark (Salto nel vuoto) (1980)
- Der Preis fürs Überleben (1980)
- Espion Lève-toi (1981)
- La Fille prodigue (1981)
- Une étrange affaire (1981)
- Beyond the Door (1982)
- La Passante du Sans-Souci (1982)
- Passion (1982)
- Une chambre en ville (1982)
- The General of the Dead Army (1983)
- Le Prix du Danger (1983)
- Success Is the Best Revenge (1984)
- Viva la vie (1984)
- La Diagonale du Fou (1984)
- Adieu Bonaparte (1985)
- Péril en la demeure (1985)
- Partir, revenir (1985)
- Mon beau-frère a tué ma soeur (1986)
- Le Paltoquet (1986)
- La Puritaine (1986)
- Mauvais Sang (1986)
- The Distant Land (1987)
- Milou en Mai (1990)
- The Children Thief (1991)
- La Belle Noiseuse (1991)
- Le Visionarium (The Timekeeper, 1992)
- Les Cent et une Nuits de Simon Cinéma (1995)
- Traveling Companion (1996)
- Beaumarchais (1996)
- Passion in the Desert (1997)
- Genealogies of a Crime (1997)
- I'm Going Home (2001)
- That Day (2003)
- C'est pas tout à fait la vie dont j'avais rêvé (2005 - directed)
- Gardens in Autumn (2006)
- Party (2006)
- Boxes (2007)
- Belle Toujours (2007)
- De la guerre (2008)
- The Dust of Time (2008)
- We Have a Pope (Habemus Papam, 2011)
- You Haven't Seen Anything Yet (2012)
- Holy Motors (2012)
- Lines of Wellington (2012)

## Giải thưởng
Piccoli đoạt giải Nam diễn viên xuất sắc nhất tại Liên hoan Phim Cannes năm 1980 với phim A Leap in the Dark. và năm 1982 đoạt giải Con gấu bạc dành cho Nam diễn viên xuất sắc nhất tại Liên hoan Phim Berlin với phim Strange Affair.